# Helena Tattermuschová
Helena Tattermuschová (28. ledna 1933 Praha-Libeň – 6. července 2025 Praha) byla česká operní pěvkyně (soprán) a hudební pedagožka.

## Život a dílo
Narodila se do početné dělnické rodiny v pražské Libni a už odmala se v ní projevil talent k hudbě, ve kterém jí dopomohl učitel Václav Matoušek. Díky dětskému pěveckému sboru libeňské školy na Korábě, kde zpívala i sóla a natolik se tam vypracovala, přešla po absolvování měšťanské školy na Pražskou konzervatoř, kde v letech 1948 až 1953 studovala zpěv u profesorky Vlasty Linhartové a následně pokračovala ve studiu na HAMU u profesorky Jaromíry Tomáškové. V letech 1950 až 1954 účinkovala ve Vysokoškolském uměleckém souboru Univerzity Karlovy. Po dokončení nastoupila jako sólistka do angažmá ve Státním dívadle Ostrava do Divadla Zdeňka Nejedlého, kde se ještě rozvinul její talent pod vedením zdejšího operního šéfa Rudolfa Vašaty. V roce 1954 získala druhou cenu v pěvecké soutěži Pražského jara.
Po důkladné průpravě z Ostravy byla 20. července 1956 angažována v Národním divadle v Praze, kde už během studování na konzervatoři hostovala jako Barče v Hubičce, Esmeralda v Prodané nevěstě, Kuchtík v Rusalce a Pasáček v Krútňavě. Má lehký, pohyblivý, jasný soprán subretně – lyrického charakteru s koloraturními dispozicemi. Vystupovala například v rolích Terinky v Jakobínu, Jitky v Daliboru, Lidunky v opeře V studni, Anežky v Poupěti, Grušenky v Bratrech Karamazových, Kristiny ve Věci Makropulos, Karolině ve Dvou vdovách, Nanetty ve Falstaffovi, Rosiny v Lazebníku sevillském a Papageny v Kouzelné flétně. Imponovala v roli Kuchtíka v Rusalce a nejvíce v titulní roli v Příhodách lišky Bystroušky, za kterou byla oceněn světovými cenami Grand Prix Akademie Charlese Crose, Zlatou deskou z Japonska, ale i cenou Pražského jara. Do důchodu odešla 31. července 1991.
Mimo vystupování v Národním divadle účinkovala i v operních a operetních inscenacích Československé televize, a to v Rusalce, Výletech páně Broučkových, Krásné
Galathei a v Rekviem za Kouzelnou flétnu. Od roku 1977 vyučovala na Pražské konzervatoři.
V březnu 2013 převzala cenu Thálie za rok 2012 za celoživotní mistrovství v oboru opera.